# Avon Products
Avon Products, «Эйвон Продактс» — косметическая компания, принадлежащая бразильской группе компаний Natura & Co. Компания работает по модели прямых продаж. Avon Products, Inc производит и продаёт косметические товары, включающие средства для ухода за кожей, парфюмерию и декоративную косметику. Кроме этого, под маркой Avon распространяются производимые сторонними компаниями товары для дома и модные аксессуары: бижутерия, одежда (детская, женская, мужская), часы, обувь, посуда, сувениры, детские товары и продукты питания. Основной регион сбыта — Южная Америка, Европа, Ближний Восток, Африка и Азиатско-Тихоокеанский регион.

## История

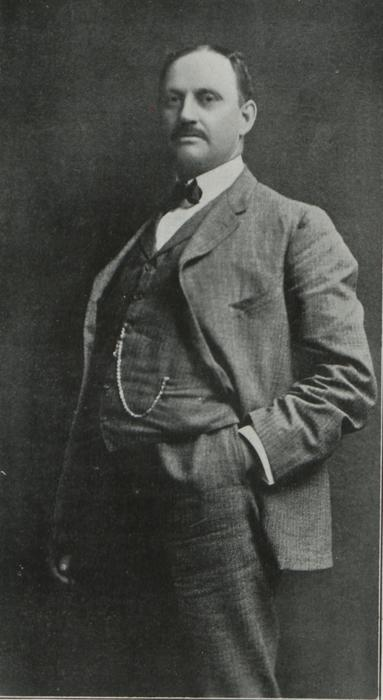
Основатель, Дэвид Макконнелл, 1905 год

Старейшая косметическая компания США была основана в 1886 году в Нью-Йорке Дэвидом Макконнеллом под названием «Калифорнийская парфюмерная компания» (англ. The California Perfume Company). Калифорнийской её предложил назвать деловой партнёр и предыдущий работодатель Макконнелла Снайдер (англ. C. L. Snyder), который жил тогда в Калифорнии, из-за обилия там цветов. Идея заняться парфюмерным бизнесом пришла в голову Дэвиду Макконнеллу, когда он занимался продажей книг и, чтобы заинтересовать потенциальных покупательниц, начал предлагать им духи. Вскоре он понял, что маленькие флакончики интересуют его клиенток не меньше, чем модные романы. Первой продукцией компании стали духи — пять простых ароматов: фиалка, гиацинт, гелиотроп, ландыш и белая роза. Первоначально для распространения продукции он использовал ту же сеть агентов-коммивояжёров, что и для продажи книг. Первой Эйвон-леди стала жена сенатора от Нью-Гемпшира Персис Алби (Persis Foster Eames Albee), за 12 лет она наняла и подготовила около 5 тысяч представителей компании. Вскоре ассортимент продукции пополнился пятновыводителями, машинным маслом, кремами с экстрактом гамамелиса и миндаля, пищевыми ароматизаторами.
В 1897 году в Сафферне, недалеко от Нью-Йорка, появилась первая косметическая лаборатория в составе компании, в этом же году был выпущен первый иллюстрированный каталог продукции. В 1915 году в Монреале (Канада) был открыт первый зарубежный филиал, также к концу 1920-х годов компания была представлена в 48 штатах. В мае 1928 года появилась первая продукция под торговой маркой Avon: зубная щётка (Avon — распространённое в англоязычных странах и Франции географическое название (рек, населённых пунктов, административно-территориальных единиц), от английской передачи валлийского afon — река). Позднее в том же году под этой маркой появляются порошковое моющее средство, тальк для мужчин, подарочный распылитель и набор туалетных принадлежностей. В 1929 году представлена линия косметики Avon. В 1937 году Дэвид Макконнелл умер, главой компании на следующие семь лет стал его сын, Дэвид Макконнелл младший. 6 октября 1939 года «Калифорнийская парфюмерная компания» была переименована в Avon Products Inc. В годы Второй мировой войны основной продукцией компании стали полевые аптечки.
В 1944 году компанию возглавил Ван Алан Кларк (W. Van Alan Clark), начался период бурного роста, в том числе на международной арене. В начале 1950-х количество агентов компании было увеличено в 4 раза, в 1954 году была запущена первая телевизионная реклама Avon Products, а также компания вышла на рынок Латинской Америки, открыв офисы в Венесуэле и Пуэрто-Рико. В 1957 году была создана дочерняя компания в Великобритании Avon Cosmetics, Ltd. В 1964 году акции компании были размещены на Нью-Йоркской фондовой бирже. В 1969 году в Японии было открыто первое отделение в Азии, вскоре Япония стала одним из ключевых зарубежных рынков компании, наряду с Бразилией, Мексикой и Великобританией.
В 1971 году компания начинает производить бижутерию, всего за пять лет став мировым лидером в этой сфере. В 1972 году продажи компании достигли одного миллиарда долларов. Но начавшаяся в 1973 году рецессия серьёзно ослабила компанию, к 1975 году количество агентов сократилось на 25 тысяч, что потребовало от руководства компании пересмотра стратегии развития. Агенты начали искать потенциальных клиенток не только дома, но и на рабочих местах (такие продажи вскоре начали давать четверть выручки), в США начались продажи по почте, был пересмотрен ассортимент и ценовая политика, были утроены расходы на рекламу. С покупкой в 1979 году за $104 млн ювелирной компании Tiffany & Company был начат период развития за счёт поглощений. Хотя Tiffany была продана уже в 1984 году, Avon Products начала развитие медицинского подразделения, купив фармацевтические компании Mallinckrodt (в 1983 году) и Foster Medical Corporation (в 1984 году), за ними последовали компании по управлению домами престарелых Retirement Inns of America и The Mediplex Group (обе в 1985 году). Развитие этого направление проходило под руководством Хикса Уолдрона (Hicks Waldron), пришедшего в компанию в 1983 году из General Electric, и обернулась провалом, уже к 1990 году все четыре компании были проданы с большим убытком, образовавшийся в результате этих экспериментов долг в $1,1 млрд стал одной из причин дальнейших финансовых трудностей. Развитие парфюмерного направления было более успешным, в 1987 году были куплены компании Parfums Stern (дизайнерские духи Оскар де ла Рента, Перри Эллис и другие) и Giorgio, Inc. Parfums Stern пришлось продать в 1990 году из-за финансовых трудностей, но Giorgio на несколько лет стала стабильным источником доходов, разработав несколько удачных ароматов (был продан в 1994 году). В 1989 году Avon стала первой компанией, отказавшейся от проведения испытаний своей продукции на животных. В Китае проведение испытаний косметической продукции на животных является обязательным, поэтому после начала работы китайского отделения Avon компанию лишили права использовать логотип «Скачущего кролика», означающего отсутствие испытаний на животных.
Уолдрон ушёл в отставку в 1989 году, его преемнику, Джеймсу Престону (James E. Preston), пришлось выдержать две попытки враждебного поглощения со стороны Mary Kay и Amway. Размещение 40 процентов акций японской дочерней структуры и активизация продаж по почте в США позволили укрепить финансовое положение, и компания продолжила осваивать новые рынки, в 1992 году открыв отделение в Польше, а в 1993 году — в России, а также начав продажи через Интернет. В 1995 году компания открыла отделение в Индии и купила южноафриканскую косметическую компанию Justin (Pty) Ltd. Ещё одним направлением деятельности стала продажа одежды по почте в партнёрстве с дизайнером Дианой фон Фурстенберг (Diane Von Furstenberg). Расходы на рекламу продолжали расти, в частности в 1996 году компания стала официальным спонсором Олимпийских игр в Атланте, США.

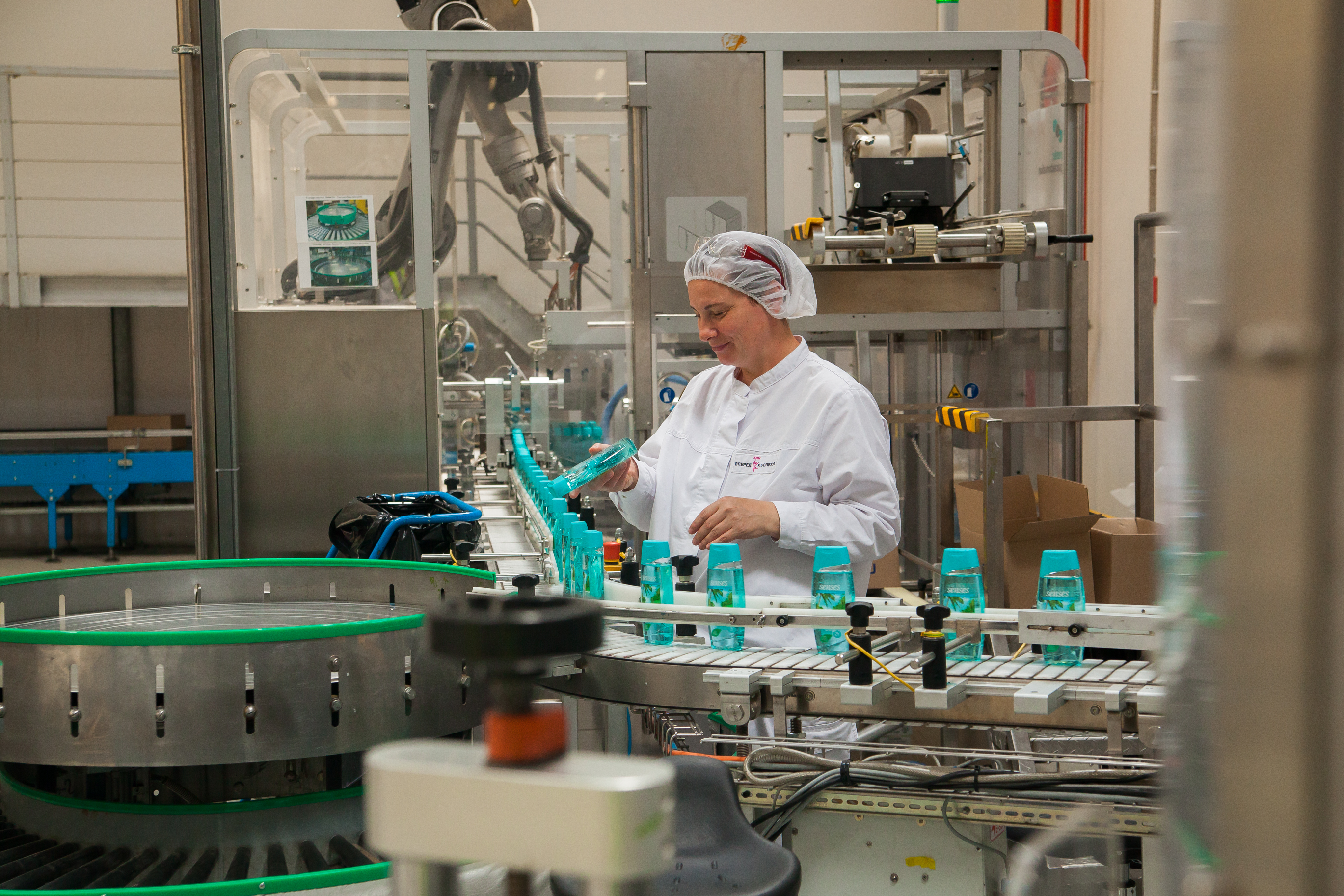
Завод Avon

В 1999 году Андреа Юнг стала главным исполнительным директором (CEO) и председателем правления корпорации Avon Products. Ей удалось существенно расширить международное присутствие корпорации и организовать широкую поддержку благотворительным акциям, но к 2008 году начали возникать трудности: продажи начали падать, против корпорации были выдвинуты обвинения в подкупе чиновников в Китае. По результатам расследования четыре исполнительных директора были уволены, сумма штрафов достигла $250 млн.
28 июля 2004 года в России в городе Наро-Фоминске (Московская область) начал работать завод Avon. В 2006 году Avon выпускает на рынок лак-плёнку для ногтей, который также называют «сухим маникюром». В 2007 году актриса Риз Уизерспун становится лицом Avon и почётным председателем Фонда Avon.
В мае 2012 года парфюмерная компания Coty пыталась купить Avon за 10 млрд долларов (по $24,75 за акцию), но совет директоров отказался от этого предложения и через несколько недель назначил нового главного исполнительного директора — Шерилин Маккой.. Шерилин Маккой до этого 30 лет работала в компании Johnson & Johnson, сделав карьеру от инженера до вице-президента; в 2011 году она заняла 10-е место в списке наиболее влиятельных женщин по версии журнала «Fortune». Её годовой доход в Avon составляет $10 182 500.
С апреля 2013 года председателем правления (Non-Executive Chairman of the Board) назначен Дуглас Конант, до этого, с 2001 по 2011 год, возглавлявший компанию Campbell Soup.
В октябре 2013 года Avon объявила о закрытии своего отделения во Франции, проработавшего почти 50 лет и имевшего 120 человек персонала и 11 000 представителей.
В марте 2016 года была завершена процедура отделения североамериканского подразделения Avon. Новая компания получила название New Avon LLC и будет управляться компанией Cerberus Capital Management, от Cerberus компания Avon получила инвестиции в размере $435 млн в обмен на 80,1 % акций New Avon LLC (остальные принадлежат сотрудникам компании). На сегодняшний день Cerberus не имеет отношение к Avon Products. С 2020 года компанию Avon Products возглавляет Анжела Крецу.
В 2020 году произошло слияние Avon Products с бразильской компанией Natura Cosméticos. В итоге Avon Products стала дочерней компанией Natura & Co. Помимо Avon в группу компаний входят бренды Natura, The Body Shop и Aesop. Группа компаний Natura & Co ведёт деятельность более, чем в 100 странах, включает 3 700 магазинов, 35 000 сотрудников и 7,7 миллиона представителей и консультантов.

## Деятельность
Компания Avon ведёт деятельность в 57 странах, продукция компании реализуется ещё в 15 странах. Подразделения компании сформированы по географическому принципу:
- Латинская Америка — оборот в 2016 году составил $2,975 млрд;
- Европа, Ближний Восток и Африка — оборот в 2016 году составил $2,138 млрд;
- Азиатско-Тихоокеанский регион — оборот в 2016 году составил $556 млн.

Основная исследовательская лаборатория находится в городе Сафферн (штат Нью-Йорк), дополнительные в Шанхае и Китае, вспомогательные в Аргентине, Бразилии, Мексике, Польше и ЮАР.
На конец 2018 года в компании работало 23 тысячи человек, из них 500 в североамериканском подразделении.
| Год                 | 2001   | 2002   | 2003  | 2004  | 2005  | 2006  | 2007  | 2008  | 2009  | 2010  | 2011  | 2012  | 2013   | 2014   | 2015   | 2016   | 2017   | 2018   |
| ------------------- | ------ | ------ | ----- | ----- | ----- | ----- | ----- | ----- | ----- | ----- | ----- | ----- | ------ | ------ | ------ | ------ | ------ | ------ |
| Оборот              | 6,000  | 6,228  | 6,845 | 7,748 | 8,15  | 8,571 | 9,759 | 10,51 | 10,21 | 10,75 | 11,1  | 10,56 | 9,955  | 8,851  | 6,161  | 5,718  | 5,716  | 5,571  |
| Чистая прибыль      | 0,445  | 0,535  | 0,665 | 0,846 | 0,848 | 0,473 | 0,533 | 0,883 | 0,619 | 0,566 | 0,676 | 0,093 | -0,001 | -0,389 | -1,149 | -0,108 | 0,020  | -0,022 |
| Активы              | 3,181  | 3,328  | 3,562 | 4,148 | 4,763 | 5,072 | 5,716 | 6,074 | 6,823 | 7,874 | 7,735 | 7,383 | 6,492  | 5,497  | 3,870  | 3,419  | 3,698  | 3,010  |
| Собственный капитал | -0,075 | -0,128 | 0,371 | 0,95  | 0,794 | 0,827 | 0,75  | 0,712 | 1,313 | 1,673 | 1,585 | 1,233 | 1,128  | 0,305  | -1,056 | -0,836 | -0,715 | -0,897 |

## Социальная деятельность
Avon активно развивает социальные программы, чтобы поддерживать женщин. Компания 30 лет развивает миссию против рака груди, потому что это самое распространённое онкологическое заболевание среди женщин. Задача миссии, чтобы каждая женщина знала о рисках и признаках этого заболевания.
За 30 лет компания Avon пожертвовала 939 миллионов долларов на борьбу с раком груди.
С 2003 года данная миссия развивается и в России. Avon Россия проводили бесплатные обследования маммолога для женщин во многих городах России, запускали просветительские компании о признаках рака груди и помогали тем, кто столкнулся с этим заболеванием.
В 2023 году компания вместе с фондом «Не напрасно» провела акцию «Розовая ленточка» в Архангельской области, где организовала бесплатные обследования груди для женщин и продолжают заниматься просветительской деятельностью.
Помимо этого компания развивает миссию против насилия над женщинами и заботится об окружающей среде. Avon не тестирует продукцию на животных.

## Критика
В апреле 2010 года ряд высокопоставленных менеджеров компании был обвинён во взяточничестве. Комиссией по ценным бумагам и биржам США (SEC) было начато расследование по подозрениям в даче взяток иностранным чиновникам.
В октябре 2011 года комиссия по ценным бумагам США начала расследование деятельности компании Avon.
В январе 2018 года компания Avon проиграла антиналоговые судебные разбирательства с правительством Великобритании в Европейском суде — по решению суда прямые продажи облагаются налогом на добавленную стоимость.
В январе 2019 года реклама антицеллюлитного крема компании Avon вызвала широкий общественный резонанс, вынудивший компанию принести извинения и удалить данные материалы.

## Побочная продукция
Помимо широко известной парфюмерно-косметической продукции и дополняющих товаров, в линейке Avon присутствовали лимитированные выпуски товаров для дома — мыльниц, столовых приборов, подносов и подставок, подсвечников, ваз, различной посуды из стекла, цветного и прозрачного хрусталя, фарфора, металла (кубков и бокалов, чашек, декантеров, тарелок, солонок и т. п.). Также продавались сезонные серии сувенирной продукции, приуроченные к Пасхе, Рождеству, Дню Матери и др. общенациональным праздникам, популярным в США, фигурное мыло, свечи и восковые помандеры (фигурки из ароматизированного воска, источающие приятный запах). Кроме того, начиная с 1960-х годов Avon выпускала лимитированные серии парфюмерии и косметики в коллекционных флаконах и сосудах. На коробках для таких изделий всегда присутствовала надпись: «Использовав, аккуратно вымойте. Ваш флакон готов к любованию!». Существуют серии флаконов в форме фигурок людей и животных, цветков, машин, инструментов, механизмов, колокольчиков и т. п., серии в виде ёлочных игрушек, пасхальных яиц и кроликов и пр.